# Keiser, Arkansas
Keiser là một thành phố thuộc quận Mississippi, tiểu bang Arkansas, Hoa Kỳ. Năm 2010, dân số của thành phố này là 759 người.

## Dân số
- Dân số năm 2000: 808 người.
- Dân số năm 2010: 759 người.